# Bootie Call
"Bootie Call" é uma canção interpretada pelo girl group britânico All Saints para seu álbum de estréia, All Saints (1998). A canção foi co-escrita pela integrante do grupo Shaznay Lewis em colaboração com seu produtor, Karl Gordon. "Bootie Call" foi lançado pela primeira vez em 31 de agosto de 1998 pela London Records como quarto single oficial do álbum All Saints. Foi lançado em cassete, CD e formato de 12" acompanhados por um Lado B intitulado "Get Down", assim como o hit anterior "I Know Where It's At" e um remix de "Never Ever", liderando o UK Singles Chart em 6 de setembro de 1998 e, ao mesmo tempo, se tornando o terceiro hit consecutivo do grupo. O single também teve um bom desempenho internacional, chegando ao top 10 na Holanda, Islândia, Irlanda e Escócia, top 40 na Bélgica e na Suécia.

## Videoclipe
Um vídeo musical foi produzido para promover o single. Ele apresentava as integrantes do quarteto sentadas e deitadas em um carro aberto enquanto cantavam a música. Havia também um grupo de pessoas andando pela rua vestindo roupas combinando, várias pessoas com um telefone, dançando na rua e uma mulher jogando golfe em cima da caixa do telefone.

## Desempenho nas tabelas musicais

### Paradas semanais
| Chart (1998)                      | Maior posição |
| --------------------------------- | ------------- |
| Bélgica (Ultratop 50 de Flandres) | 34            |
| Bélgica (Ultratop 50 da Valônia)  | 25            |
| Irlanda (IRMA)                    | 9             |
| Reino Unido (UK Singles Chart)    | 1             |
| Países Baixos (Dutch Top 40)      | 5             |
| Suécia (Sverigetopplistan)        | 31            |
| Chart (1999)                      | Maior posição |
| Austrália (ARIA)                  | 59            |

## Vendas e certificações
| Região                                         | Certificação | Vendas  |
| ---------------------------------------------- | ------------ | ------- |
| Reino Unido (BPI)                              | Prata        | 240,730 |
| ^distribuições baseadas apenas na certificação |              |         |